# Козаченко Аліна Василівна
Алі́на Васи́лівна Козаче́нко (нар. 11 червня 1945, Київ) — українська піаністка, органістка, педагог. Заслужена артистка України (2008).

## Життєпис
1968 — закінчила Київську консерваторію (клас А. А. Янкевича-Янкелевича).
З того часу — концертмейстер у класі диригування М. Колесси, С. Турчака, М. Канерштейна, В. Гнєдаша, А. Власенка, Р. Кофмана, В. Кожухаря, О. Рябова.
1976 та 1979 років працювала з А. Т. Авдієвським та В. М. Климківим на семінарі хорових диригентів у Вінніпезі (Канада).
1982 та 1984 як концертмейстер виступала у Франції і Сполучених Штатах Америки.
З 1985 року викладає у Національній музичній академії України імені П. І. Чайковського, з 2012 — доцент кафедри концертмейстерства.
З 1986 року також працює солісткою оркестру Національної опери України, де виконує органові соло в операх «Тарас Бульба» М. Лисенка, «Сільська честь» П. Масканьї, «Фауст», «Ромео і Джульєтта» Ш. Ґуно, «Турандот» Дж. Пуччіні.
Здійснила записи на Українському радіо.
Серед її учнів — лауреати міжнародних конкурсів.

## Родинні зв'язки
Донька письменника Василя Козаченка, сестра режисера Валентина Козаченка та математика Юрія Козаченка.

## Праці
- Особливості прочитання концертмейстером клавіру опери «Алеко» С. Рахманінова // Студії мистецтвознавчі. 2009. Ч. 2
- Особливості виконання романсу М. Глінки «Я помню чудное мгновенье» в інтерпретації С. Лемешева та С. Бортника // Студії мистецтвознавчі. 2009. Ч. 4